# Шпильман (премия)
Премия Шпильман (Szpilman Award) — ежегодная художественная награда, вручается за работы, существующие на протяжении момента или короткого отрезка времени. Задачей премии является поддержка недолговечных художественных работ.

## Истоки
Премия Шпильман была основана в 2003 году. Она инициирована, организована и финансируется германским художественным коллективом Шпильман. Изначально заявки на конкурс принимались только от художников из Германии. После изменения регламента в 2004 году конкурс был объявлен по всей Европе, благодаря возросшему общественному интересу с 2006 года награда стала всемирной. Конкурсное жюри состоит из международных экспертов в области искусства и прошлогоднего победителя. Победитель получает премию, состоящую из трёх частей: кубка (переходящего от победителя к победителю), десять дней пребывания в деревне Цимоховизна в Польше (включая приезд и отъезд) и денежную сумму. Денежная сумма, входящая в премию, собирается Шпильман параллельно с объявленным конкурсом.

## Художники, выдвинутые на получение Премии Шпильман (W — победитель)
| - Kush Badhwar - Alex Jones - Мина Минов (W) - Max Schranner - Amanda Wachob - Jaś Domicz - David Horvitz - Петр Короткий - Jaroslav Kyša (W) - Jinho Lim - Питер Сабо - Anna Gohmert - Jennyfer Haddad - Maria Victoria Muñoz Castillo - Sara Nuytemans & Arya Pandjalu (W) - Berndnaut Smilde - Томаш Вернер - Jennyfer Haddad - Gerard Herman - Jaroslav Kyša - Roy Menahem Markovich - Hank Schmidt in der Beek (W) - Александр Тиеме | - Giorgina Choueri - Юлия Дик - Sai Hua Kuan - Kate Mitchell - Chris Richmond - Kamila Szejnoch (W) - Evangelia Basdekis - Anja Brendle & Sebastian Höhmann - Doug Fishbone (W) - MeMe - Marc Nothelfer - Poison Idea - Michał Sznajder (W) - Олег Бурьян - Мартин Флемминг (W) - Pol Matthé - Стефани троянский - Вольфганг Бройер - C5 - Альберт Хета (W) - Сара Ортмейер - Michael Part - Симоне Сли - Адриан Вильямс | - Катрин Болт (W) - Shannon Bool - David Borchers & Gregor Schubert - Маттиас Леманн - Alice Musiol - Gloria Zein - Shannon Bool - David Borchers - Karin Felbermayr - Stefan Hurtig - Alice Musiol - Гудрун Шустера - Юлия Вейднер (W) |